# Estigmene griseipennis
Estigmene griseipennis là một loài bướm đêm thuộc phân họ Arctiinae, họ Erebidae.